# Das Rebhuhn

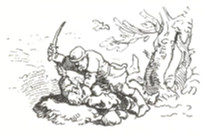
Holzschnitt, Ludwig Richter

Das Rebhuhn ist ein Märchen (AaTh 960). Es steht in Ludwig Bechsteins Deutsches Märchenbuch an Stelle 79 (1845 Nr. 12) und stammt aus Joseph von Laßbergs Liedersaal (Nr. 160: Die rächenden Rebhühner).

## Inhalt
Ein reicher Jude erbittet vom König sicheren Geleitschutz. Der gibt ihm seinen Schenk mit auf den Weg. Im Wald ersticht dieser den Juden, der noch warnt, es komme heraus. Da fliegt ein Rebhuhn auf; der Schenk spottet, das werde es verraten. Als er einmal dem König Rebhuhn aufträgt, muss er lachen. Der König fragt warum. Im Rausch gesteht der Schenk und wird gehenkt.

## Herkunft
Bechstein verweist auf eine „Handschrift der Leipziger Universitätsbibliothek“ sowie Moriz Haupt und Heinrich Hoffmann von Fallersleben in Altdeutsche Blätter I, 1836. Laut Hans-Jörg Uther ist dieser Hinweis nur ergänzend zur Quelle zu sehen. Laßberg stellt den sechs Strophen, deren Dichter vielleicht Die Kraniche des Ibykus inspirierten, eine Inhaltsangabe vor und nennt Fabeln aus den Zeiten der Minnesinger, Zürich 1757, Nr. LXI und Beneckes Edelstein des Bonerius, Berlin 1816, Nr. LXI. Vgl. Bechsteins Sonnenkringel. Grimms Anmerkung zu Die klare Sonne bringt’s an den Tag nennt ähnliche Fassungen.